# Pseudognathaphanus
Pseudognathaphanus es un  género de coleópteros adéfagos de la familia Carabidae.

## Especies
Comprende las siguientes especies:
- Pseudognathaphanus exaratus Bates, 1892
- Pseudognathaphanus fukiensis Jedlicka, 1957
- Pseudognathaphanus punctilabris W.S. MacLeay, 1825
- Pseudognathaphanus rusticus Andrewes, 1920